# Borownia
Borownia – wieś w Polsce położona w województwie świętokrzyskim, w powiecie ostrowieckim, w gminie Ćmielów.
| SIMC    | Nazwa      | Rodzaj |
| ------- | ---------- | ------ |
| 0789542 | Władkowice | osada  |

W latach 1975–1998 miejscowość administracyjnie należała do województwa tarnobrzeskiego.
Wieś sołecka – zobacz jednostki pomocnicze gminy Bałtów w BIP
Wierni kościoła rzymskokatolickiego należą do parafii Wniebowzięcia Najświętszej Maryi Panny w Ćmielowie.